# Дијалекти мађарског језика
Мађарски језик има десет дијалеката. Они су међусобно потпуно разумљиви и не разликују се значајно од стандардног мађарског осим за Чанго дијалекат. Углавном се разликују по изговору; иако постоје разлике у речнику, оне су обично мале и не ометају разумљивост. Због повећане унутрашње миграције и урбанизације током 20. века, већина карактеристика различитих дијалеката може се уочити само у мањим градовима и селима, па чак и тамо углавном међу старијима, становништво већих градова и посебно престонице генерацијама је мешано и дијалекатске разлике су изгубљене. Значајан изузетак је западни трансдунавски изговор, који је изразито уочљив чак и у Сомбатхељу, највећем граду у региону.
Истраживачи тренутно издвајају следеће дијалектичке регионе:
1. Западни прекодунавски дијалектички регион
2. Централно прекодунавско-маловелико равничарско подручје Мали Алфелд
3. Јужно прекодунавски дијалектички регион
4. Велика јужна равница (+Тиса–Кереш)
5. Палоц дијалектички регион
6. Североисточни дијалектички регион
7. Трансилванијска равница (Mezőség)
8. Секељски дијалектички регион
9. Молдавијански дијалектички регион (Чанго)

Последња три дијалекта са списка се говоре ван садашње територије Мађарске, у деловима Румуније. Чанго дијалект се првенствено говори у округу Бакау у источној Румунији. Мађарска група Чанго је у великој мери била изолована од других мађарских народа, па су стога сачували дијалект који веома личи на ранији облик мађарског..
Некадашња језичка класификација је разликовала следеће дијалекте: велика мађарска равница, западни Дунав, дунавско-тиса (територије између две реке), мађарски краљевски пролаз (превој у планинама Апушени), североисточни мађарски, северозападни мађарски, секељски, западномађарски и Чанго. Ову класификацију је користила и годишња референтна публикација „Етнолог”, са изузетком Чаанго дијалекта.
Поред тога, постоји седам дијалеката мађарски знаковни језик.